# Montefeltro
Il Montefeltro è una regione storica che si estende nelle Marche (nella zona settentrionale della provincia di Pesaro e Urbino), in Emilia-Romagna (nella zona occidentale della provincia di Rimini), nella Repubblica di San Marino e in Toscana (nella zona orientale della provincia di Arezzo).

## Etimologia

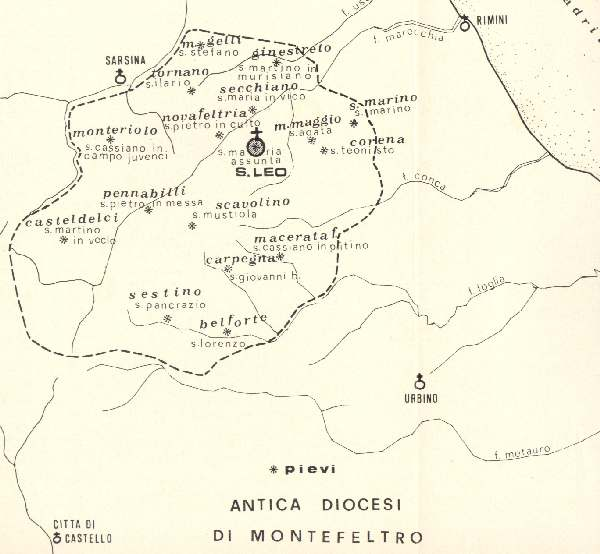
Diocesi di Montefeltro

Derivante dal latino Mons Feretri, che gli studiosi antichi facevano derivare da un tempio dedicato a Giove Feretrio. Procopio di Cesarea nella cronaca della Guerra Gotica del VI secolo indica l'abitato di San Leo come castrum Monteferetron, mentre prima ancora l'abate Eugippio nella sua Vita Sancti Severini narra come le reliquie del santo furono custodite fino al 492 in un Castellum nomine Montem Feletrem. A partire dal IX-X secolo acquisisce il nome dall'eremita Leo (proclamato poi santo), compagno dalmata di (san) Marino, mentre il toponimo rimane alla diocesi di Montefeltro (sec. IX), da allora utilizzato per indicare tutto il territorio sotto la giurisdizione del vescovo.
Il nome ‘Feretri’ sarà ‘disgramato’ in ‘Feltro’ nel volgare italiano - "...Io fui di Montefeltro, io son Bonconte...": Dante, Purg. V 85-129 - mentre resterà in latino: nel 1477 Federico da Montefeltro si firmava Federicus Dux Urbini, Montisferetri ac Durantis Comes etc. Regius Capitaneus generalis, ac S. R. Ecclesiae Confalonerius.Per alcuni il nome era dovuto alla particolare forma della rupe di San Leo (nucleo originario di quel vasto territorio) che ricorderebbe quella di un antico fercolo funerario, più alto a una estremità che all’altra. Più improbabile la presenza di un tempietto dedicato a Giove Feretrio, in quanto solo nell'Urbe si trovava tale tempio, il primo fondato nella città dallo stesso Romolo. Un'altra ipotesi fa capo a quanto narrato da Eugippio, che parla anche di come il re dei Rugi Feleteo fosse sconfitto da Odoacre e da lui fatto uccidere insieme alla moglie a Ravenna nel 487. Il nome del re sarebbe dunque all'origine dell'antroponimo Montem Feletrem. 

## Territorio
Il Montefeltro è prevalentemente montuoso e collinare, con valli boscose che si interrompono in bruschi scoscendimenti. Per le sue rilevanti caratteristiche ambientali, storiche e culturali, il Montefeltro ospita il Parco naturale regionale del Sasso Simone e Simoncello.

### Uso estensivo del termine
Negli ultimi anni, sotto il toponimo Montefeltro, sono talvolta erroneamente inclusi anche territori mai appartenuti alla Diocesi di Montefeltro. Nello specifico:
- i comuni di Sassocorvaro-Auditore e Tavoleto, amministrativamente inclusi ad inizio anni 2000 nella Comunità montana del Montefeltro nelle Marche[9];
- il comune di Badia Tedalda[3] in Provincia di Arezzo, di cui l'antica Diocesi feretrana comprendeva solo l'exclave di Ca' Raffaello e poche altre porzioni di territorio[2].

Talvolta si riscontra, nel linguaggio comune, l'uso del termine Montefeltro anche per indicare i territori appartenuti alla signoria dei Montefeltro, quindi anche tutti i territori attualmente nella provincia di Pesaro e Urbino.

### Montefeltro attuale
Il Montefeltro urbinate coincide con l'omonima Unione Montana; quello riminese, coincide con la Comunità Montana Alta Valmarecchia. Quest'ultimo territorio è stato scorporato dalle Marche nel 2009, dopo l'esito affermativo del referendum svolto nei comuni interessati il 17-18 dicembre 2006 e al termine del successivo iter parlamentare.
Il 24-25 giugno 2007 anche Montecopiolo e Sassofeltrio hanno risposto affermativamente ad analogo quesito referendario. Altre consultazioni si sono svolte a Mercatino Conca e Monte Grimano Terme (9-10 marzo 2008), mancando però il raggiungimento del quorum.
| Stemma | Comune                                        | Superficie km² | Popolazione ab. | Unioni montane      | Provincia                     | Regione                       | Stato             |
| ------ | --------------------------------------------- | -------------- | --------------- | ------------------- | ----------------------------- | ----------------------------- | ----------------- |
|        | Acquaviva                                     | 4,86           | 2.077           |                     |                               |                               | San Marino        |
|        | Auditore                                      | 20,30          | 1.620           | Montefeltro         | Pesaro e Urbino               | Marche                        | Italia            |
|        | Badia Tedalda (parte del territorio comunale) | 119,12         | 1.165           | Valtiberina Toscana | Arezzo                        | Toscana                       | Italia            |
|        | Belforte all'Isauro                           | 11,99          | 796             | Montefeltro         | Pesaro e Urbino               | Marche                        | Italia            |
|        | Borgo Maggiore                                | 9,01           | 6.424           |                     |                               |                               | San Marino        |
|        | Carpegna                                      | 28,31          | 1.680           | Montefeltro         | Pesaro e Urbino               | Marche                        | Italia            |
|        | Casteldelci                                   | 49,21          | 476             | Alta Valmarecchia   | Rimini                        | Emilia-Romagna                | Italia            |
|        | Chiesanuova                                   | 5,46           | 1.056           |                     |                               |                               | San Marino        |
|        | Città di San Marino                           | 7,09           | 4.277           |                     |                               |                               | San Marino        |
|        | Domagnano                                     | 6,62           | 3.161           |                     |                               |                               | San Marino        |
|        | Faetano                                       | 7,75           | 1.177           |                     |                               |                               | San Marino        |
|        | Fiorentino                                    | 6,57           | 2.510           |                     |                               |                               | San Marino        |
|        | Frontino                                      | 10,74          | 317             | Montefeltro         | Pesaro e Urbino               | Marche                        | Italia            |
|        | Lunano                                        | 14,62          | 1.453           | Montefeltro         | Pesaro e Urbino               | Marche                        | Italia            |
|        | Macerata Feltria                              | 40,23          | 2.128           | Montefeltro         | Pesaro e Urbino               | Marche                        | Italia            |
|        | Maiolo                                        | 24,40          | 841             | Alta Valmarecchia   | Rimini                        | Emilia-Romagna                | Italia            |
|        | Mercatino Conca                               | 14,47          | 1.112           | Montefeltro         | Pesaro e Urbino               | Marche                        | Italia            |
|        | Monte Cerignone                               | 18,04          | 672             | Montefeltro         | Pesaro e Urbino               | Marche                        | Italia            |
|        | Montecopiolo                                  | 35,74          | 1.235           | Alta Valmarecchia   | Rimini                        | Emilia-Romagna                | Italia            |
|        | Montegiardino                                 | 3,31           | 910             |                     |                               |                               | San Marino        |
|        | Monte Grimano Terme                           | 52,31          | 1.249           | Montefeltro         | Pesaro e Urbino               | Marche                        | Italia            |
|        | Novafeltria                                   | 41,78          | 7.312           | Alta Valmarecchia   | Rimini                        | Emilia-Romagna                | Italia            |
|        | Pennabilli                                    | 69,66          | 3.098           | Alta Valmarecchia   | Rimini                        | Emilia-Romagna                | Italia            |
|        | Piandimeleto                                  | 39,96          | 2.096           | Montefeltro         | Pesaro e Urbino               | Marche                        | Italia            |
|        | Pietrarubbia                                  | 13,05          | 709             | Montefeltro         | Pesaro e Urbino               | Marche                        | Italia            |
|        | San Leo                                       | 53,32          | 3.041           | Alta Valmarecchia   | Rimini                        | Emilia-Romagna                | Italia            |
|        | Sant'Agata Feltria                            | 79,30          | 2.316           | Alta Valmarecchia   | Rimini                        | Emilia-Romagna                | Italia            |
|        | Sassocorvaro                                  | 66,52          | 3.543           | Montefeltro         | Pesaro e Urbino               | Marche                        | Italia            |
|        | Sassofeltrio                                  | 20,87          | 1.392           | Montefeltro         | Rimini                        | Emilia-Romagna                | Italia            |
|        | Serravalle                                    | 10,53          | 10.386          |                     |                               |                               | San Marino        |
|        | Sestino                                       | 80,46          | 1.485           | Valtiberina Toscana | Arezzo                        | Toscana                       | Italia            |
|        | Talamello                                     | 10,53          | 1.117           | Alta Valmarecchia   | Rimini                        | Emilia-Romagna                | Italia            |
|        | Tavoleto                                      | 11,99          | 909             | Montefeltro         | Pesaro e Urbino               | Marche                        | Italia            |
|        | Montefeltro                                   | 987,49         | 73.031          |                     | Pesaro e Urbino Rimini Arezzo | Marche Emilia-Romagna Toscana | Italia San Marino |

## Monumenti e luoghi di interesse

### Rocche e castelli

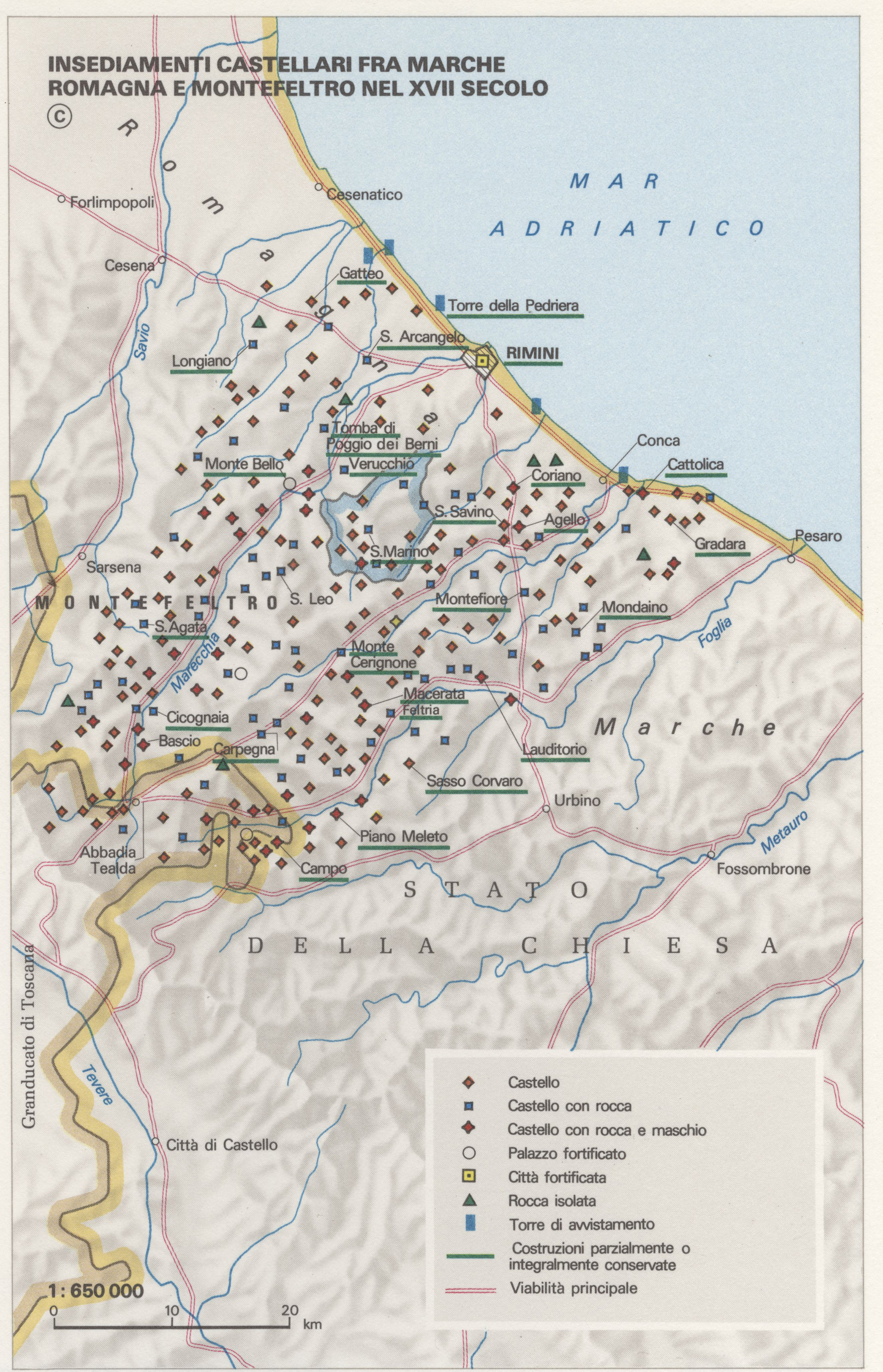
Mappa dei castelli e fortezze fra Montefeltro, Romagna e Marche

Il territorio del Montefeltro si caratterizza per la presenza di rocche e castelli, alcuni dei quali fra i più interessanti d'Italia.
La struttura più importante e imponente è la Rocca di San Leo, che si staglia alla sommità di uno sperone roccioso.
Si ricordano inoltre:
- l'area archeologica del Castello di Montecopiolo, a Montecopiolo
- i resti della rocca di Maioletto a Maiolo
- il castello di Belforte all'Isauro, con l'impronta di Francesco di Giorgio Martini;
- il palazzo fortificato dei principi di Carpegna-Falconieri a Carpegna;
- il Castello dei conti Oliva nel centro storico di Piandimeleto;
- il castello e la Rocca di Monte Cerignone;
- le Torri di San Marino a San Marino città, costruite dalla repubblica;
- la Rocca Fregoso di Sant'Agata Feltria;
- il castello malatestiano di Serravalle;
- la Rocca di Sassocorvaro, a forma di tartaruga, opera di Francesco di Giorgio Martini;
- il castello dei conti Petrangolini di Tavoleto.
- la torre di Bascio
- la torre di Cicognaia
- la torre di Maciano
- il castello di Gattara
- il castello e la rocca di Pennabilli
- il castello di Petrella Guidi
- il castello di Casteldelci
- le rovine del palazzo dei Principi di Scavolino
- il castello di Talamello
- il castello di Macerata Feltria
- il castello di Frontino
- il castello di Cavoleto
- i ruderi della fortezza di Sasso Simone

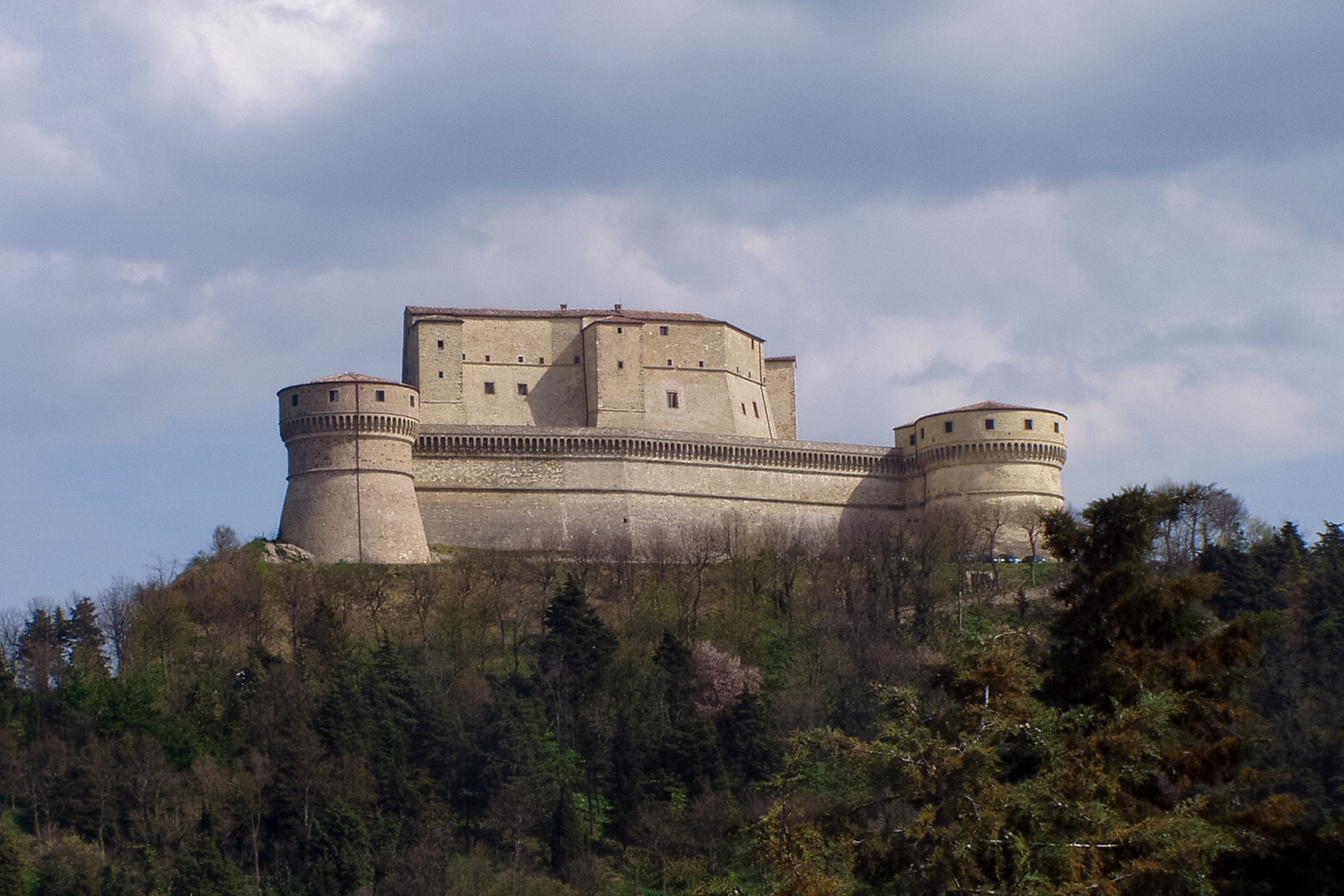
Rocca di San Leo
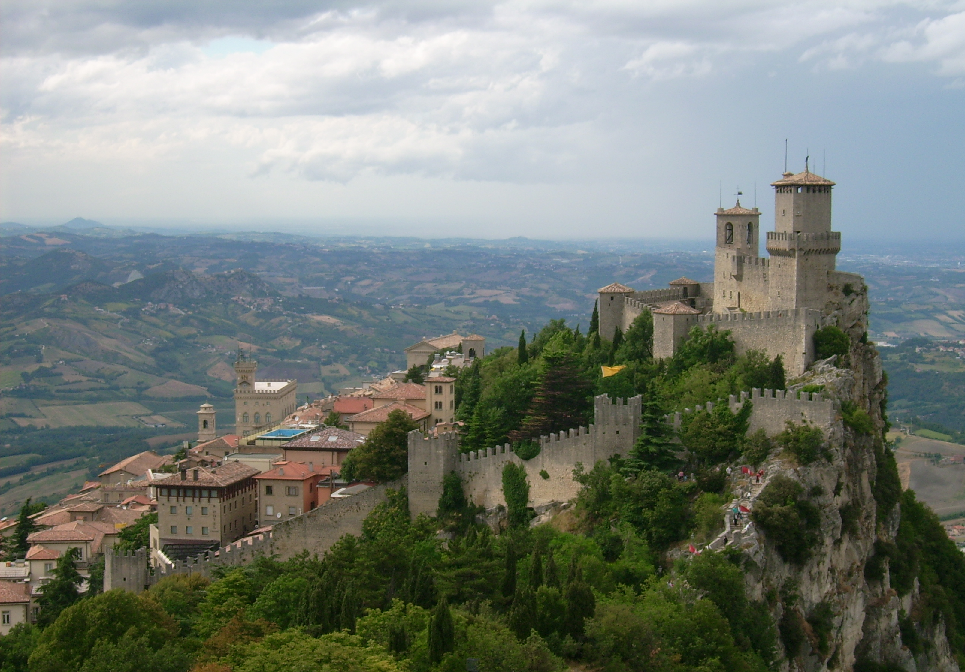
Le Torri di San Marino
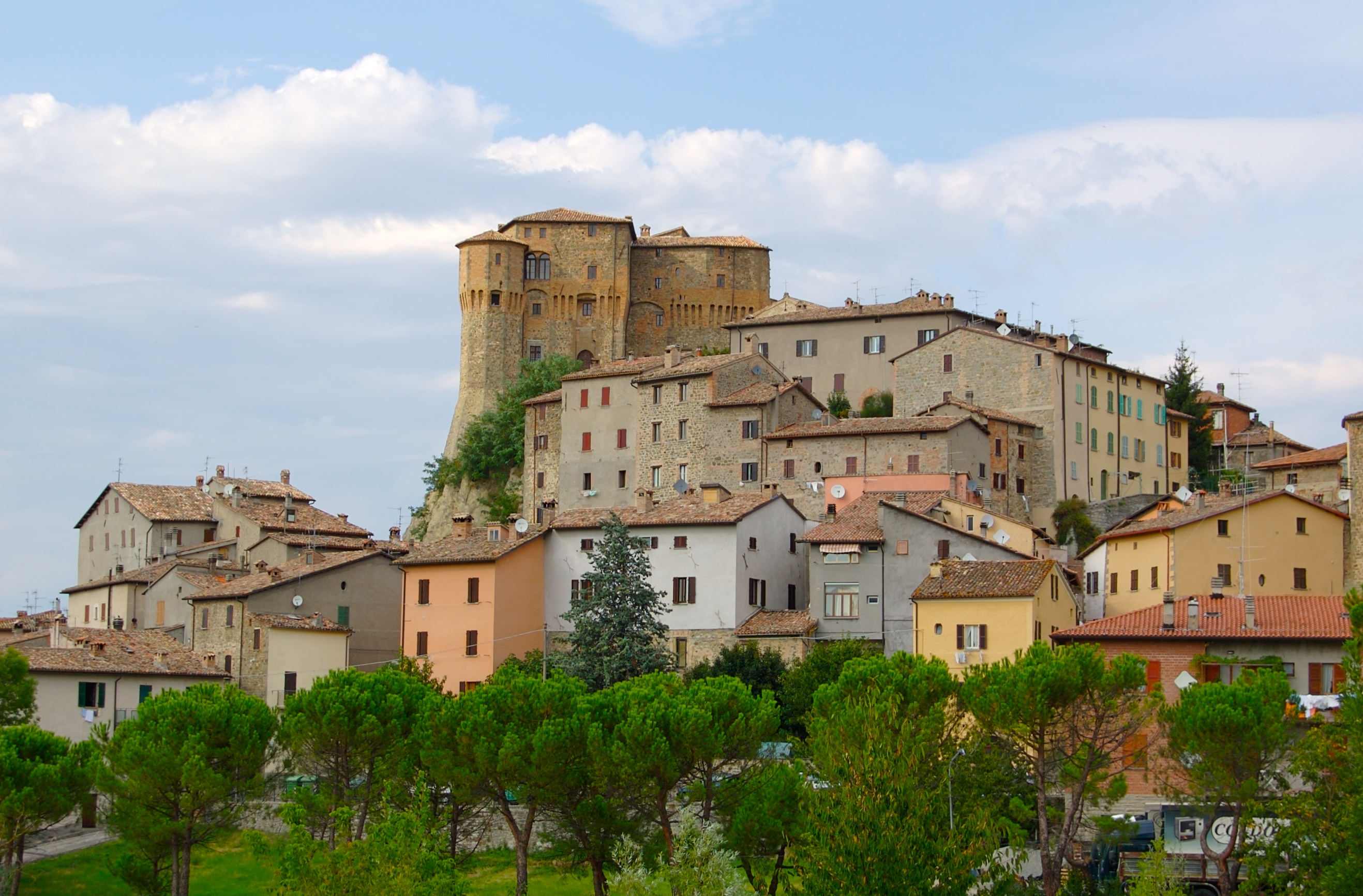
Sant'Agata Feltria con la Rocca Fregoso
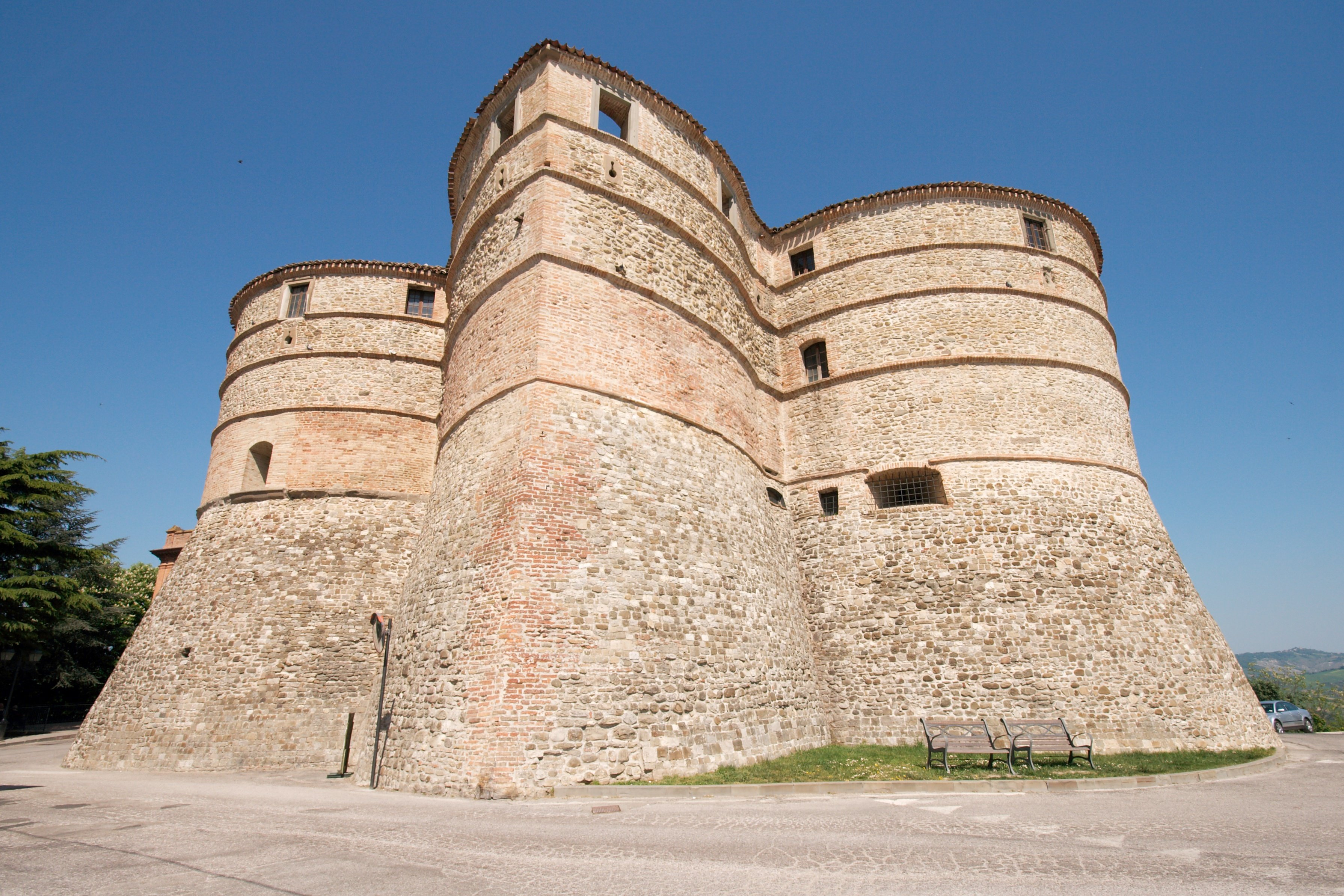
Rocca di Sassocorvaro